# Antropia
Antropia (do grego ἄνθρωπος, transliterado anthropos = "ser humano" + ia = suf. subst.) é a ciência que estuda a chamada antropização, ou seja, ação do ser humano sobre o meio ambiente, tanto o biótopo como a biomassa. Também pode ser a ação, o ato ou o resultado da atuação humana sobre a natureza, com intencionalidade de modificação, independentemente do juízo de valor que se lhe (à modificação da natureza) atribua.
Algumas vezes se utiliza antropismo como forma sinônima de antropia. Contudo, dado antropismo ter significação diferenciada, própria, deve-se evitar tal sinonímia.

## Antropia e natureza
Antropia é a ação humana capaz de produzir modificações no ambiente natural e rural — podendo ser considerado construtivamente ("produtivamente"), ou destrutivamente — pertence ao domínio amplo da antropologia e ciências afins. Antropia, dado a complexa e multivariada (pleni-variada) natureza humana e suas relações internas e sexuais, merece tratamento inter–, multi–  e trans-disciplinar, razão pela qual não se deve restringir a sua apreciação ao cenário antropológico específico.
Ações humanas modificam a natureza. À diferença das ações levadas a efeito por outros seres, inanimados ("elementos ou forças naturais sem vida") ou animados — estes, vegetais ou animais — as ações humanas são, pelo menos, de duas classes, sob a ótica da modificação:
- ações humanas estritamente vegetativas: referentes essencialmente à sobrevivência do ser humano.
- ações humanas estritamente volitivas: referentes à natureza empreendedora do ser humano.

Conquanto ambas sejam, de uma forma ou de outra, antrópicas (detentoras, em si, da mutabilidade da natureza), interessam, sob o título de Antropia, particularmente as ações da segunda classe, posto que as da primeira classe dizem respeito à sobrevivência do ser humano apenas nos aspectos biológicos e psicológicos, porém nunca no aspecto conjugado noossociológico — aspecto que reporta ao domínio espiritual (noológico) e ao social (sociológico) de modo conjugado. Isso é especificamente humano.

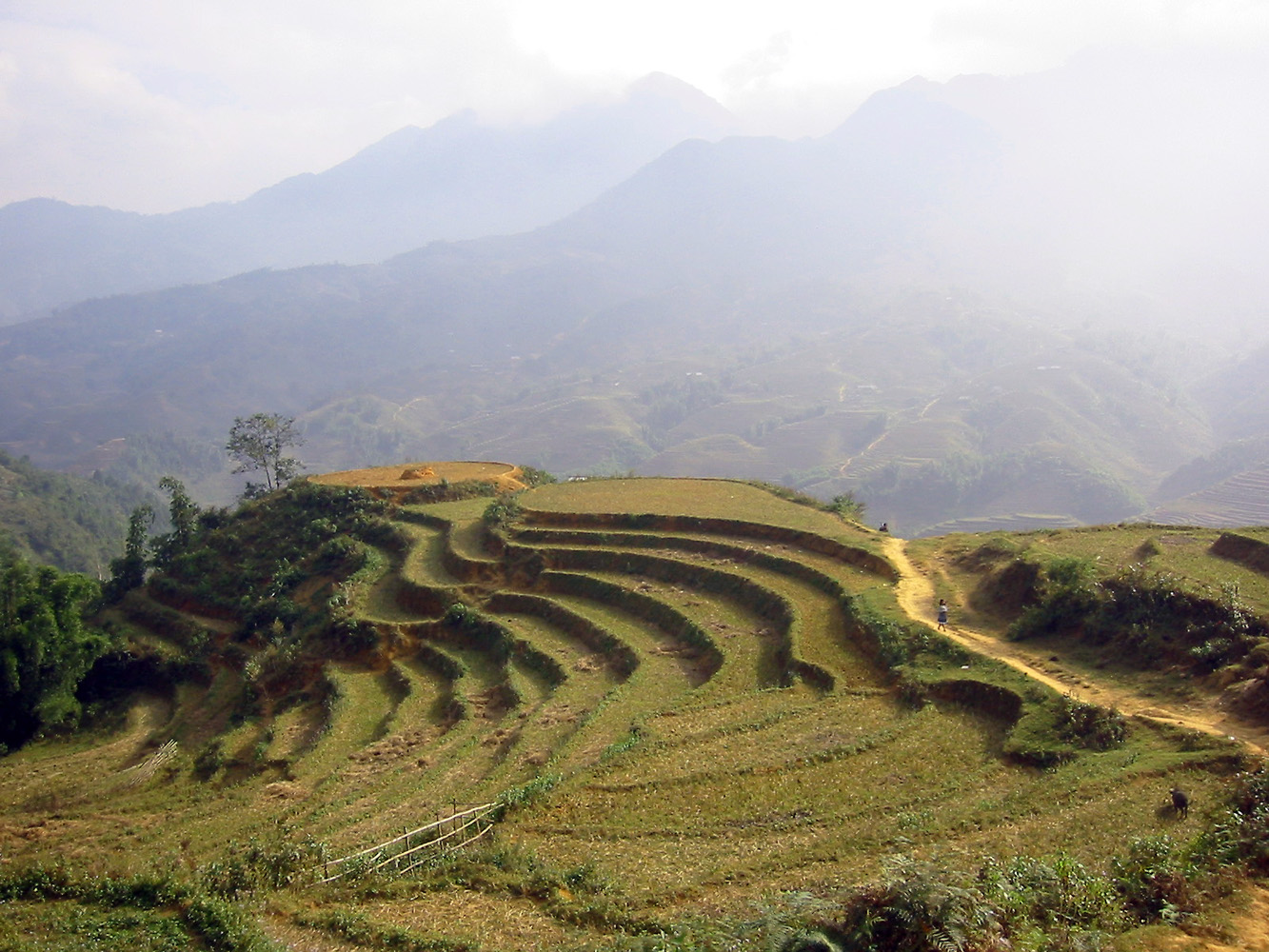
Transformação do terreno para agricultura no Vietname

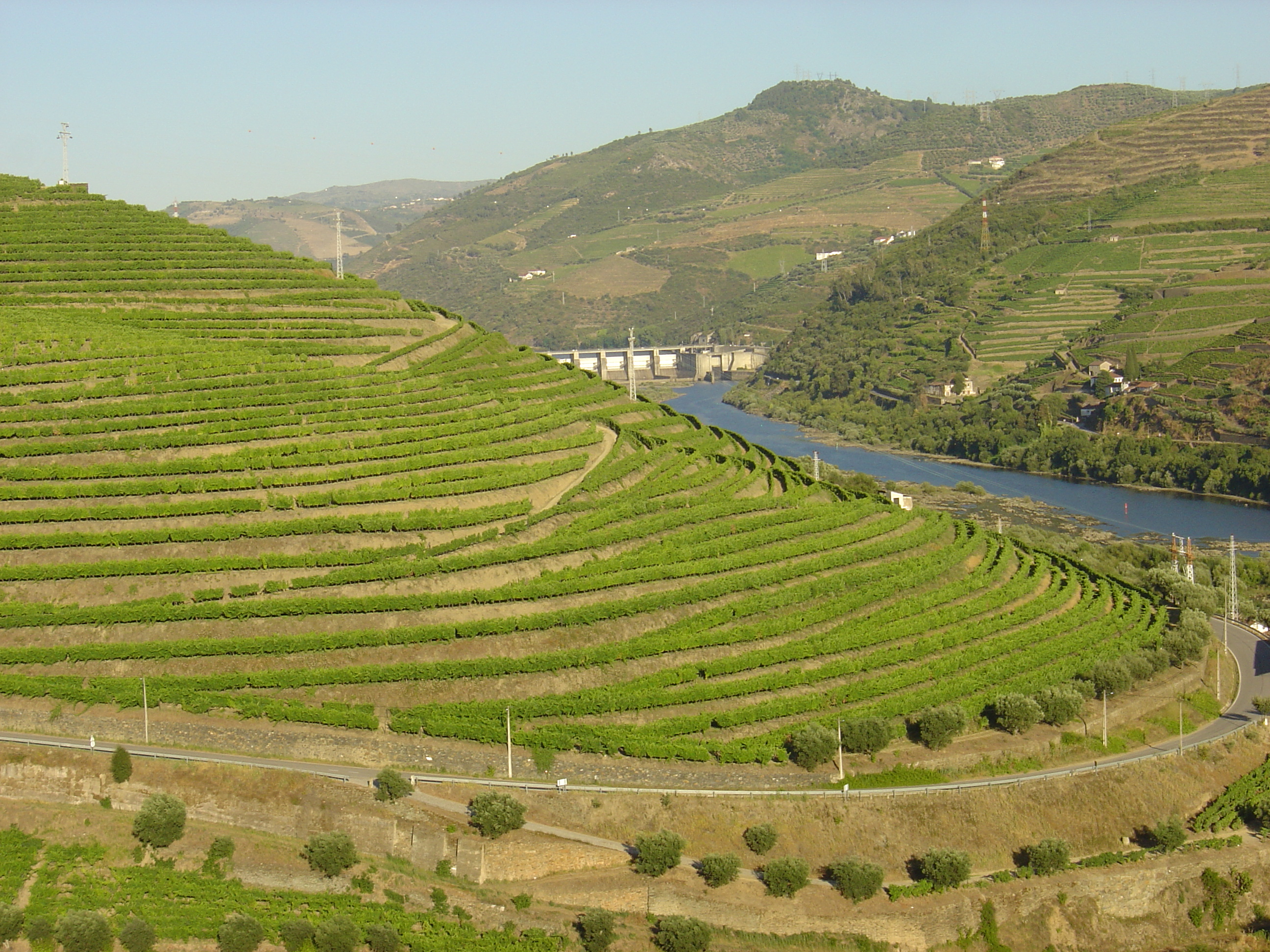
Paisagem da Região Vinhateira do Alto Douro, Portugal

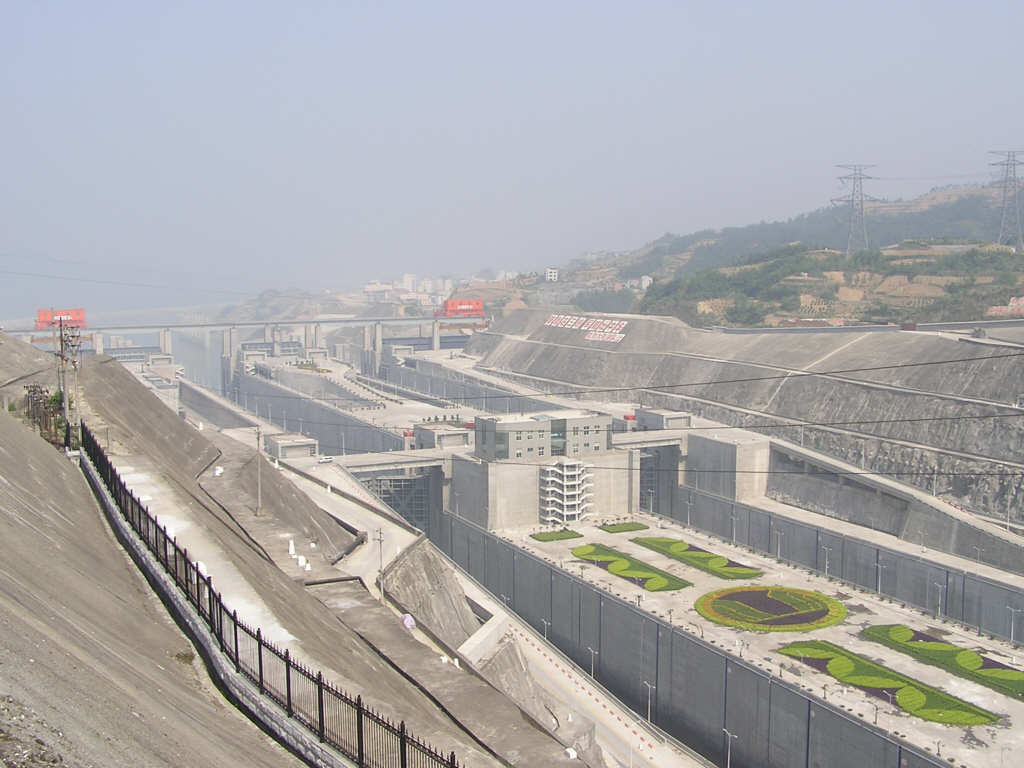
Eclusas da barragem das Três Gargantas, República Popular da China

## Transformação comportamental antrópica sobre seres vivos
A permanente interação dos animais domésticos com o homem produz certos graus de antropização, que pode ser aprendida por repetições ou por hábitos co-habitacionais repetitivos. Por exemplo, um cão como mascote pode adquirir certas condutas que emulam o comportamento humano, como caminhar sobre duas patas, manipular uma maçaneta ou carregar num botão, etc.  Um cão-guia aprende a reconhecer as condições do trânsito, e um macaco pode manipular um controlo de televisão ou um telefone. O melhor exemplo são os animais de circo.

## Transformação geográfica do meio ambiente pela atividade humana
O termo é utilizado para referir de forma geral toda a transformação que o homem produz sobre o meio ambiente, como a urbanização, agricultura, silvicultura, introdução de espécies exóticas em geral, a alteração do relevo, a mineração, a extensão de cabos, a construção de caminhos e pontes, a dragagem de vias navegáveis, a construção de diques e barragens, etc.
Muitas vezes a grande antropização da natureza é a que elimina grandes ecossistemascomplexos, exterminando espécies e gerando perda de biodiversidade e de equilíbrio no planeta. Hoje em dia podemos ver as devastadoras consequências de casos extremos de antropização, como a gigantesca desflorestação do Amazonas, as centrais hidroelétricas (barragens) que cortam os rios em dois dividindo os habitats de muitas espécies, e também se incluem as grandes cidades que crescem e crescem invadindo os lugares onde antes existiam ricos ecossistemas.